# E65
E65 eller Europaväg 65 är en europaväg som börjar i Malmö i Sverige och slutar i Chania på Kreta i Grekland.
Vägen går från Malmö till Ystad och därifrån via färjeförbindelse till Świnoujście i Polen. Vägen fortsätter vidare genom Polen, Tjeckien, Slovakien, Ungern och Kroatien och fortsätter via Bosnien och Hercegovina, Montenegro Serbien och Kosovo innan den går vidare till Nordmakedonien och slutligen Grekland. E65 möter E6, E20 och E22 i Malmö där den har anslutningar till Öresundsbron. Den är 3 950 km lång, varav 58 km i Sverige, 492 km i Polen, 474 i Tjeckien och Slovakien, 256 i Ungern, 886 i Kroatien och Bosnien och Hercegovina. 730 i Montenegro, Serbien, Kosovo och Nordmakedonien samt 745+40 km i Grekland.

## Sträckning
Vägen följer sträckningen:

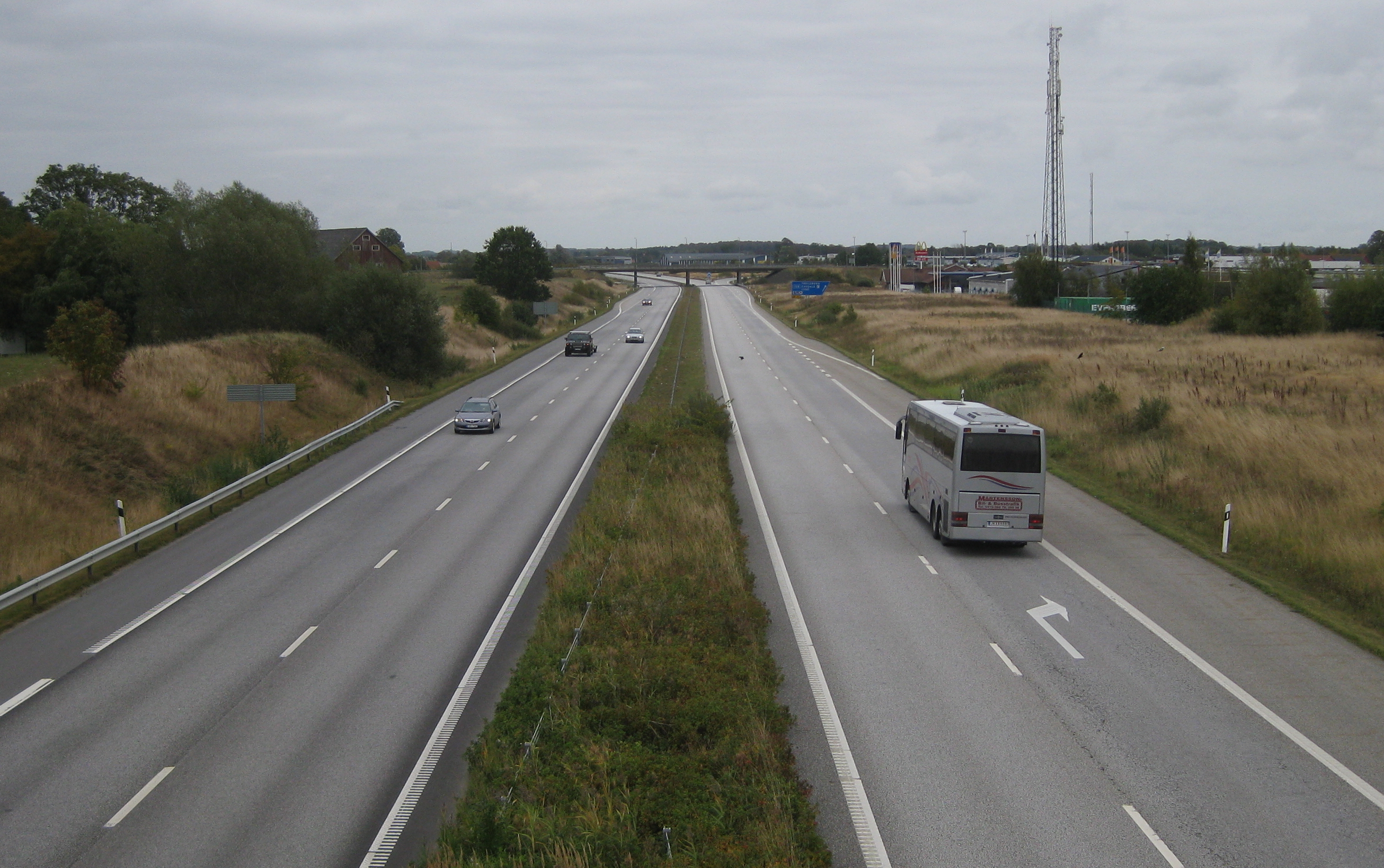
E65 vid Svedala.

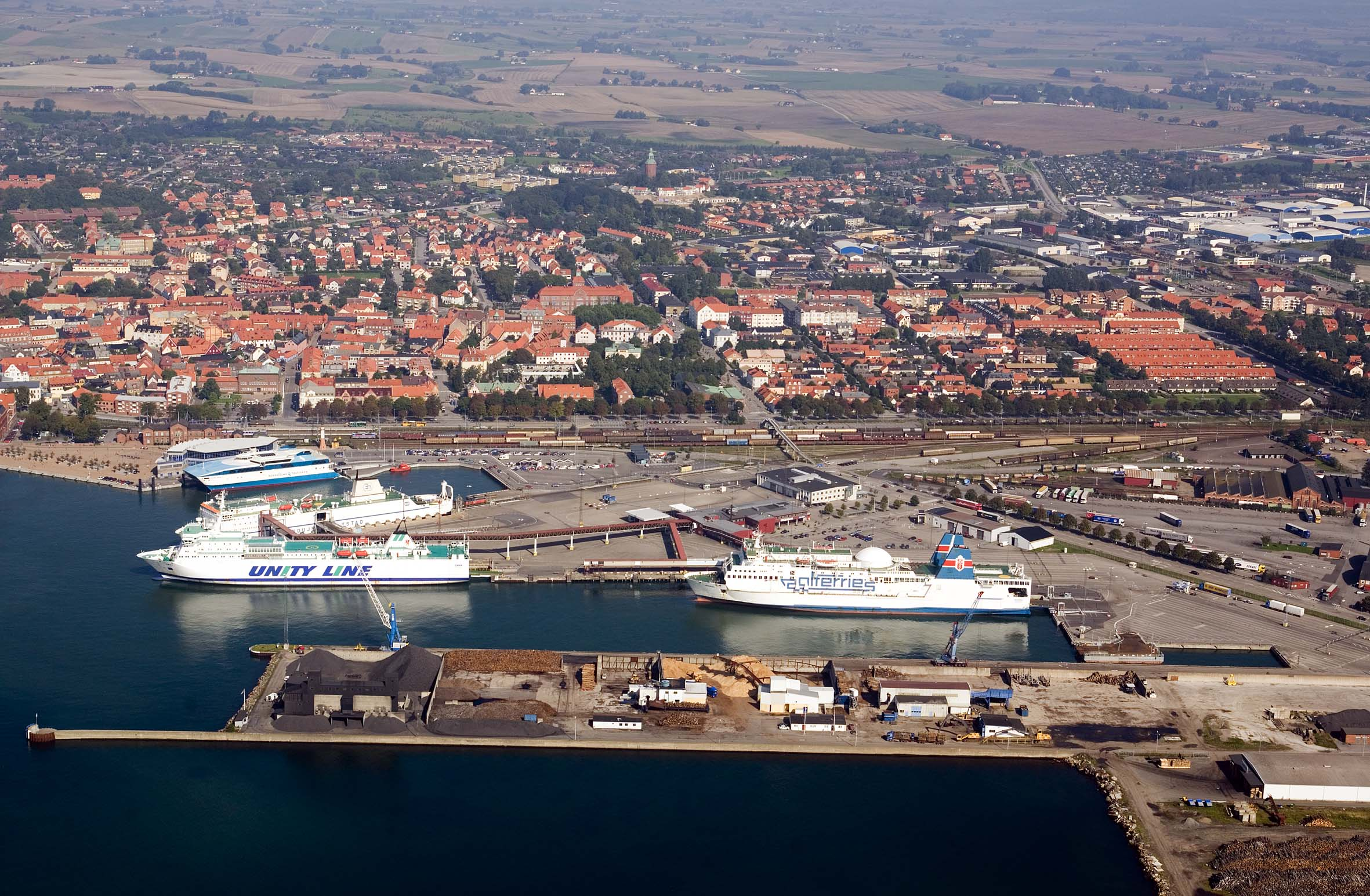
Färjeterminalen i Ystads hamn.

Malmö - Ystad - (färja och gräns Sverige-Polen) - Świnoujście - Szczecin - Świebodzin - Legnica - Jelenia Góra - (gräns Polen-Tjeckien) - Prag - Brno - (gräns Tjeckien-Slovakien) - Bratislava - (gräns Slovakien-Ungern) - Csorna - Szombathely - Zalaegerszeg - Nagykanizsa - (gräns Ungern-Kroatien) - Zagreb - Rijeka - Split - (gräns Kroatien-Bosnien och Hercegovina) - Neum - (gräns Bosnien och Hercegovina-Kroatien) - Dubrovnik - (gräns Kroatien-Montenegro) - Podgorica - (gräns Montenegro-Kosovo) - Pristina - (gräns Kosovo-Nordmakedonien) - Skopje - Ohrid - Bitola - (gräns Nordmakedonien-Grekland) - Larissa - Lamia - Rion (Patra) - Korinth - Kalamata - (havsavbrott) - Kissamos - Chania.

### Sverige
Den svenska delen av E65 är 58 km lång och börjar i Malmö. Den ansluter där till Yttre Ringvägen och Öresundsbron och är sedan motorväg de första 16 km, i övrigt mötesfri landsväg med mitträcke. Det går färjor från Ystad till Świnoujście i Polen, för närvarande[när?] 3 gånger per dag, och turen tar minst 6 ½ timme. Se vidare artikeln Ystad-Świnoujście (färjelinje).

### Polen

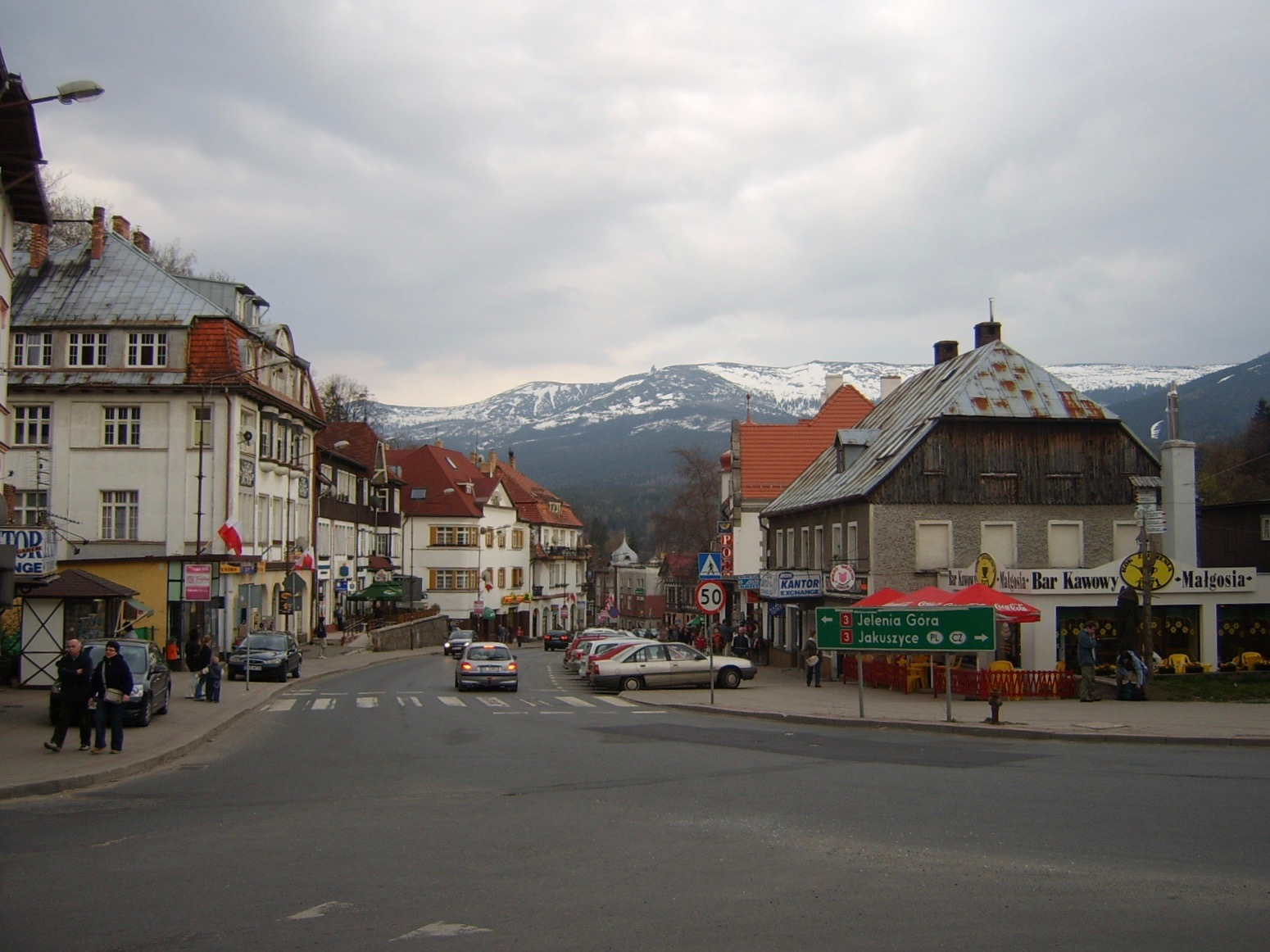
E65 genom centrala Szklarska Poręba.

E65 går genom västra Polen och är i huvudsak motortrafikled skyltad som S3, bortsett från sträckan mellan Świnoujście och  Szczecin och ett avsnitt på 31 kilometer innan gränsen till Tjeckien. Vägen passerar där genom Sudeterna vid vintersportorten Szklarska Poręba strax före den polsk-tjeckiska gränsen.

### Tjeckien och Slovakien
Genom Tjeckien norr om Prag går E65 mest på en slags motortrafikled, och på en förbifart förbi Prag. Söder om Prag samt genom Slovakien är europavägen motorväg, se även D1 (motorväg, Tjeckien) och D2 (motorväg, Slovakien).

### Ungern, Kroatien, Bosnien-Hercegovina

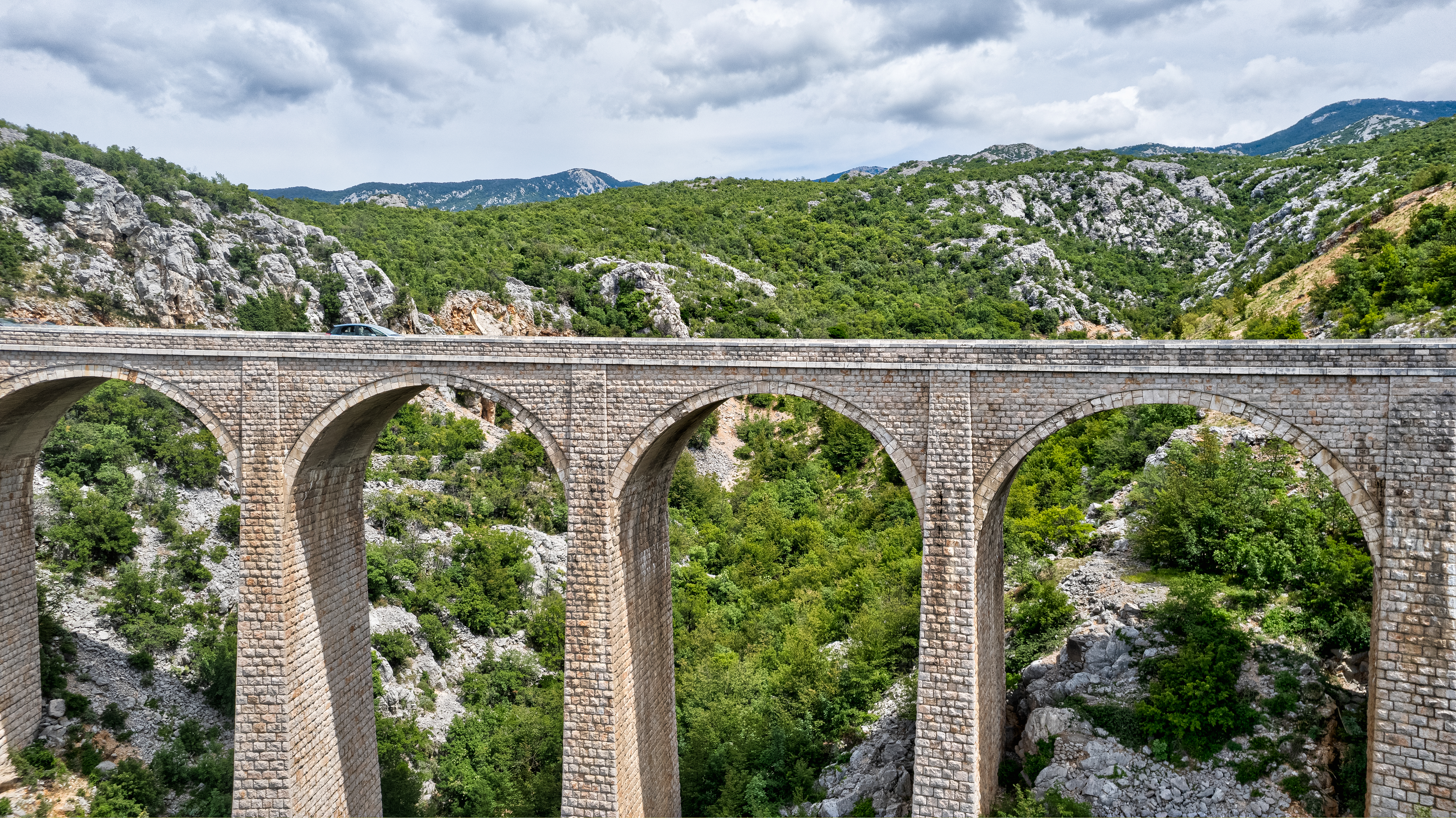
E65 på Balinskibron i Kroatien.

E65 fortsätter genom Ungern som landsväg. Sedan är det motorväg inom Kroatien via Zagreb ner till Rijeka vid kusten. Europavägen fortsätter sedan som landsväg längs kusten med många småstäder att passera genom. Det finns en nybyggd motorväg nr 1 till Split som är betydligt snabbare och lite kortare, men som inte går via Rijeka, och det är oklart hur den skyltas norr om Zadar. Från området Zadar-Maslenica skyltas dock E65 via motorväg 1 (år 2008) till dess slut ett stycke öster om Split .
E65 fortsätter som landsväg inom Kroatien till bortom Dubrovnik. E65 går dock några km genom Bosnien och Hercegovina (med passkontroll vid gränspassagerna), och passerar där orten Neum.

### Montenegro, Serbien, Kosovo, Nordmakedonien och Grekland
E65 rundar sedan Albanien och går genom Montenegro, Serbien, Kosovo och Nordmakedonien längs landsvägar. Efter Nordmakedonien går europavägen genom Grekland, från norr till söder. Det handlar dock även här om landsvägar, åtminstone till Patra i södra Grekland. Därefter är det dock motorväg nästan ner till slutstationen för E65 i Kalamata.
E65 går slutligen en kort sträcka från Kissamos till Chania på Kreta. Det finns ingen färja från Kalamata till Kreta, däremot från Gytheio 100 km sydöst om Kalamata till Kissamos på Kreta.

### Anslutningar till andra europavägar
| - E6 - E20 - E22 - E28 - E30 - E40 - E442 |  | - E67 - E50 gemensamt - E55 - E551 - E59 - E461 - E75 |  | - E58 - E66 - E71 - E59 - E70 - E61 - E751 |  | - E73 - E80 gemensamt - E851 - E762 - E852 - E86 - E90 |  | - E92 - E75 igen - E952 - E55 igen - E94 - E961 - E75 igen |